# Fabio Maresca
Fabio Maresca (* 12. April 1981 in Neapel) ist ein italienischer Fußballschiedsrichter.

## Werdegang
Maresca leitet seit der Saison 2013/14 Spiele in der Serie B und in der Serie A. Am 18. Mai 2014 debütierte er in der Serie A. Bislang hatte er bereits über 80 bzw. 130 Einsätze in beiden Ligen.
Seit 2020 steht er auf der Liste der FIFA-Schiedsrichter (seit 2021 auch als Videoschiedsrichter) und leitet internationale Fußballspiele. Im September 2022 debütierte er in der Europa League. Darüber hinaus leitete und leitet er Spiele in der Nations League, in der Qualifikation zur Champions League, in der WM- und EM-Qualifikation sowie diverse weitere Qualifikations- und Freundschaftsspiele.
Für den FIFA-Arabien-Pokal 2021 in Katar wurde Maresca als Videoschiedsrichter nominiert. Im September 2021 wurde Maresca zum Präsidenten der Sektion Neapel gewählt.
Am 15. Mai 2024 leitete Maresca das Finale der Coppa Italia 2023/24 zwischen Atalanta Bergamo und Juventus Turin (0:1).